# Rio Akchim
Akchim (em russo:  Акчим) é um rio no Krai de Perm, na Rússia, um afluente esquerdo do rio Vishera. O rio tem 60 quilômetros (37 mi) de comprimento, e a sua bacia de drenagem cobre 518 quilômetro quadrados (200 sq mi). O Akchim desagua no rio Veslyana a 190 quilômetros (120 mi)   da boca do rio maior.